# Charata
Charata – miasto w Argentynie, położone w południowo-zachodniej części prowincji Chaco.

## Opis
Miejscowość została założona w 1914 roku, węzeł drogowy, przez miasto przebiega linia kolejowa.